# María Eugenia Sueiro
María Eugenia Sueiro (Buenos Aires, 6 de marzo de 1974) es una escenógrafa, guionista y directora de cine argentina.
Se inició en el cine en la dirección de arte colaborando en filmes de Walter Salles, Lucrecia Martel, Alejandro Agresti, Albertina Carri, Daniel Burman y Anahí Berneri, entre otros, y que en 2012 estrenó su primer largometraje Nosotras sin mamá que obtuvo buenas críticas.

## Nosotras sin mamá
En relación con el tema del filme su autora y directora declaró:

“El vínculo entre hermanos se hace y se sella a la par que se conforman nuestras primeras percepciones del mundo, nuestra imagen en el espejo, y la convivencia con ese otro en el juego, en la comida, en los primeros descubrimientos, en la patada. Esa intensidad, esa afinidad y esa desigualdad dominará el modo en el que nos relacionamos con quién fue el referente indiscutible para definir nuestra identidad. Me interesa contar el modo en que nos vinculamos con los otros, el desencuentro propio de las relaciones, todo aquello que no logramos conciliar o aceptar. La fragilidad y la torpeza también me resultan interesantes pues nos encargamos de ocultarlas constantemente y, sin embargo, son de una tremenda riqueza.”

El crítico del diario Clarín señaló la semejanza de la situación descripta en el filme con la muy premiada Abrir puertas y ventanas, de Milagros Mumenthaler, esto es tres hermanas en la casona de la infancia, atravesando un duelo materno, comenzando o no a remontar una ausencia fundamental irrevocable, y a continuación agrega:

“Pero los personajes de Sueiro, cuya delicadeza y sentido del humor se pulieron en trabajos junto a realizadores como Daniel Burman, Lucrecia Martel, Anahí Berneri o Albertina Carri, parecen más teatrales, inclinados hacia un vago absurdo, corridos del eje naturalista. Sus diálogos, por momentos de sordos, dejan entrever las historias y personalidades de Teresa (Eugenia Guerty), Amanda (Vanesa Weinberg) y Ema (Nora Zinski), aunque esto no importa. Lo importante es cómo los pequeños gestos, las posturas corporales, las palabras y las atmósferas cambiantes echan luz -y sombra- sobre el complejo entramado de los vínculos filiales y fraternales, con sus roles casi inamovibles. La familia como forjadora de personalidad y como corsé, al mismo tiempo.

En elegante blanco y negro, con un humor que jamás condesciende al gag …en un ámbito melancólico y abandonado, sin papel higiénico, ni toallas ni tachos de basura, rodeadas de un afuera amenazante, las tres mujeres dejarán entrever, sin comprenderlo, sus deseos, miedos y obsesiones. Una ensayará cierta explicación psicológica de otra, aclarando: “Ojo, que no lo digo yo; lo escuché en la radio”. Un pequeño triunfo del humor por sobre las torpes moralejas.”

## Filmografía
Director artístico;
- Gato negro  (2014)
- Caídos del mapa (2013)
- Nosotras sin mamá (2011)
- Carne de neón dir. Paco Cabezas (2010)
- Rompecabezas (2010)
- Música en espera dir. Hernán Goldfrid (2009)
- La mujer sin cabeza dir. Lucrecia Martel (2008)
- Aparecidos (2007)
- Encarnación (2007)
- Derecho de familia (2006)
- Géminis (2005)
- Un año sin amor (2005)
- El abrazo partido (2004)
- Diarios de motocicleta (2004)

Director
- Nosotras sin mamá (2011)
- Teresa del Gaumont (cortometraje) (2001)
- Eduviges (cortometraje) (1994)
- Aquel mago ocre (cortometraje) (1993)

Guionista
- Nosotras sin mamá (2011)
- Teresa del Gaumont (cortometraje) (2001)
- Eduviges (cortometraje) (1994)
- Aquel mago ocre (cortometraje) (1993) (guionista)

Coordinador de arte
- Morir en San Hilario (2005) (coordindor de arte)

Ambientador
- Valentín (2002)

Asistente de director artístico
- Tocá para mí (2001)
- Imagining Argentina (2003)

Diseñador de Producción
- Encarnación (2007)
- Un mundo menos peor (2004)

Productor
- Teresa del Gaumont (cortometraje) (2001)
- Eduviges (cortometraje) (1994)

Asistente de producción
- Moebius (1996)

## Premios y nominaciones
- Premios Sur (2008) 
  - Candidata a los  a la mejor escenografía por el filme La mujer sin cabeza.[3]
- Festival Internacional de Cine de Milán (2015)
  - Premio a la Mejor Dirección de Arte por Gato negro.[4]